# ریمیکس (فیلم)
ریمیکس (انگلیسی: Remix) یک فیلم است که در سال ۲۰۰۸ منتشر شد.